# Casc de bomber

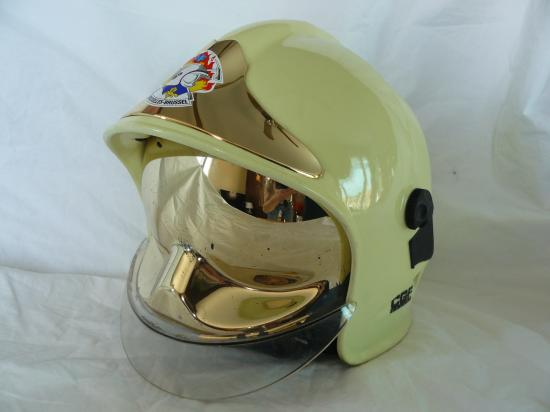
Casc per a incendis d'edificis

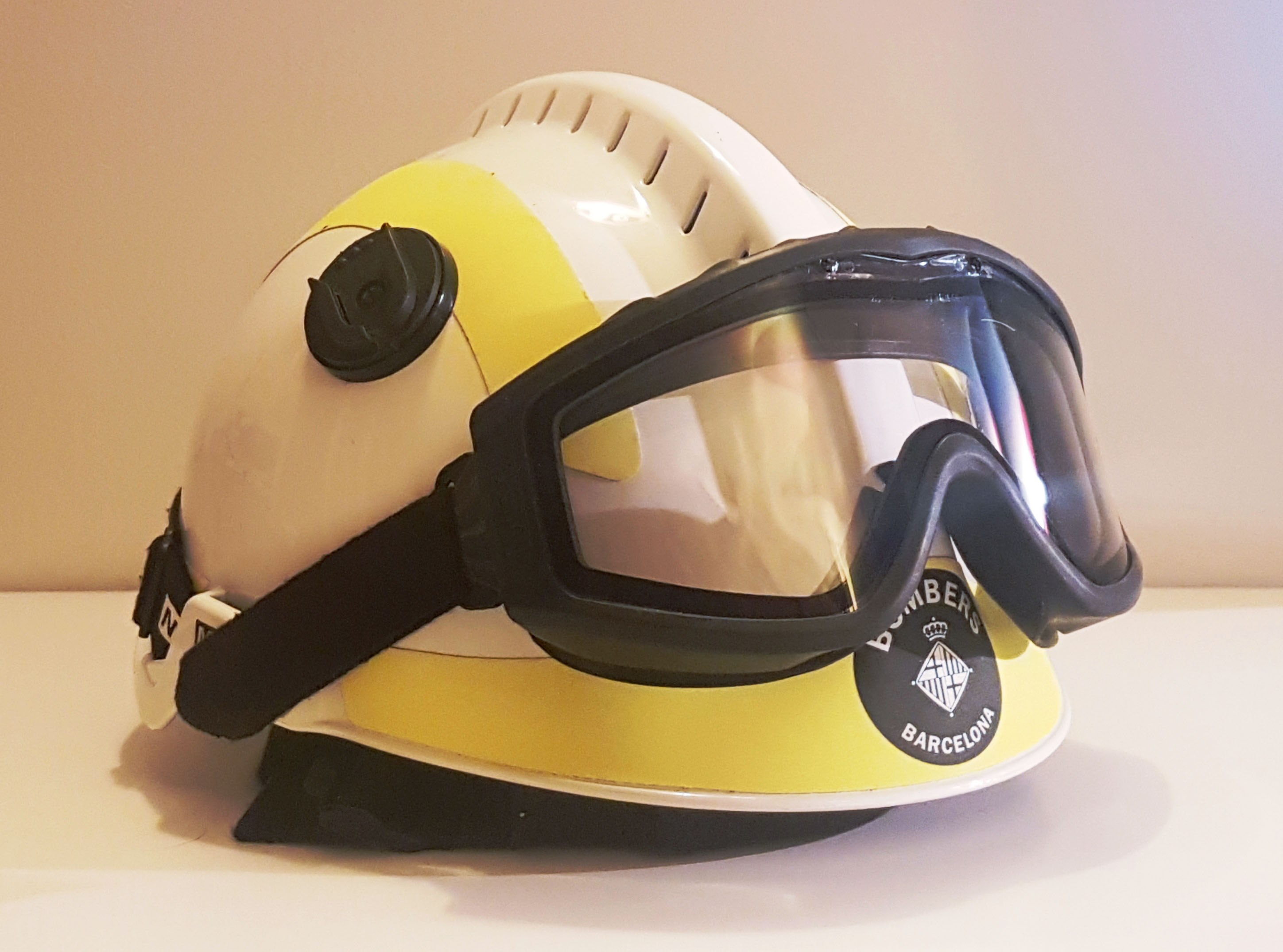
Casc per a incendis forestals

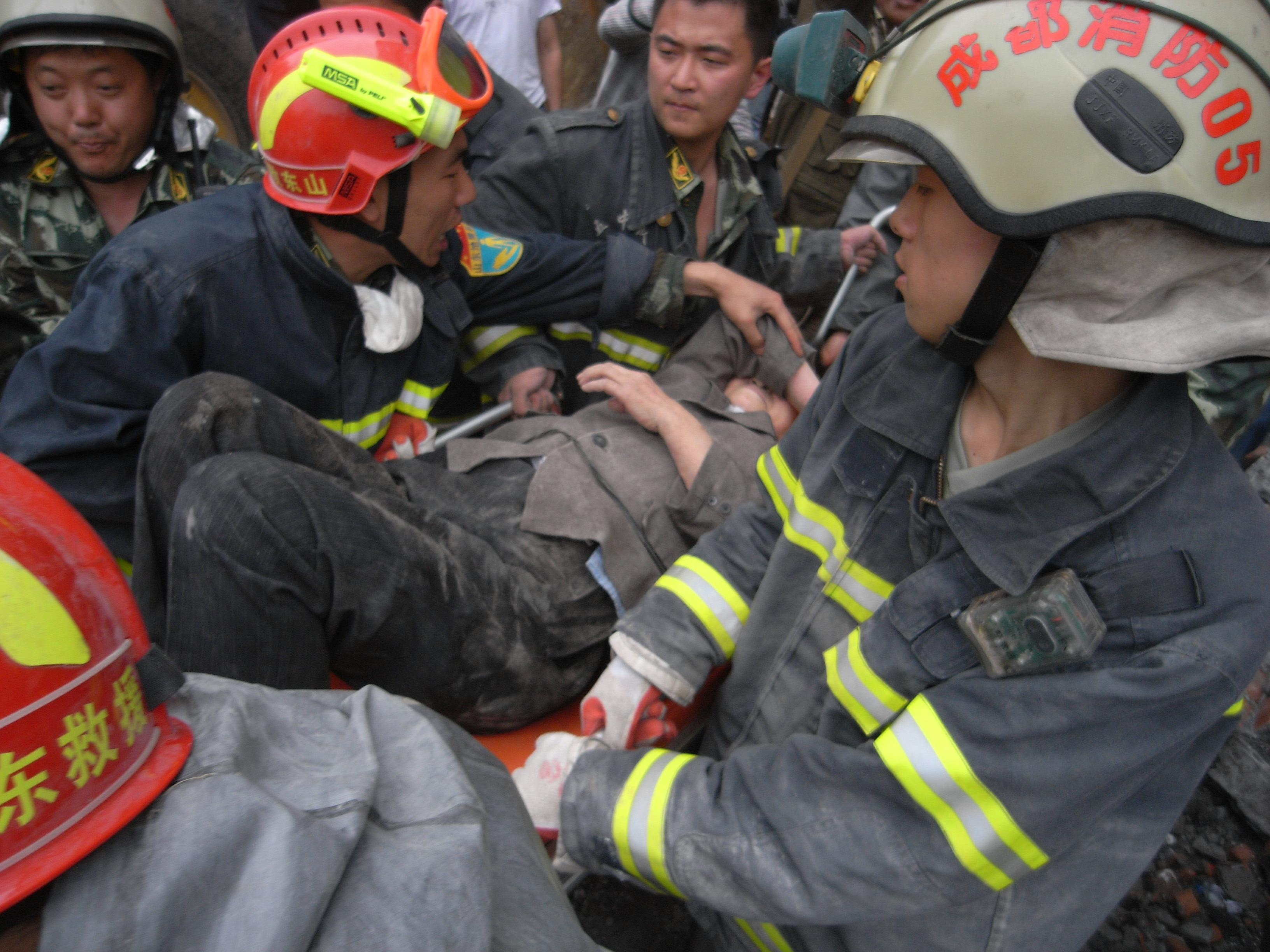
Cascs per a rescat tècnic

El casc de bomber és el casc que duen els bombers per a la protecció del cap enfront dels riscos propis del seu treball. Forma part de l'equip de protecció individual del bomber. Està format per la carcassa, la guarnició i les galteres, i pot tenir pantalla facial (transparent o daurada), faldó cobre-clatell, acoblament per a la màscara de l'equip de respiració autònom, acoblament per a llanterna. La forma, el material i el color de la carcassa varien en funció de cada cos de bombers i de l'època. A la part frontal hi acostumen a dur l'escut o identificació del cos de bombers.

## Tipus
Segons la tasca que ha d'efectuar el bomber, a Europa hi ha tres tipus de casc:
- casc per la lluita contra incendis d'edificis i estructures (norma EN 443:2008).[3][4]
- casc de protecció per a incendis forestals (norma EN 16471:2014).[5][6]
- casc de protecció per a rescat tècnic (norma EN 16473:2014).[7][8]

## Característiques
El casc de bomber per a incendis d'edificis o estructures ha de complir un requisits, que a Europa determina la Norma EN 443:2008:
- Protecció a l'impacte: ha d'absorbir els impactes i no s'ha de perforar. Les galteres han de mantenir la subjecció amb els cops i estrebades.
- Protecció tèrmica: ha d'aïllar tèrmicament el cap i no s'ha de fondre en contante amb cossos calents.
- Aïllant elèctric: ha de protegir de contactes elèctrics de baixa tensió (440 Vac).
- Resistent al contacte de productes químics (opcional).
- Camp visual: ha de mantenir el camp visual horitzontal superior a 105º, vertical cap a dalt superior a 7º i vertical cap a baix superior a 45°.

Els cascs per a incendis forestals i per a rescat tècnic són més lleugers, cobreixen la part superior del cap, però permeten més mobilitat. Es poden afegir ulleres per a la protecció dels ulls, i protectors de les orelles i clatell.

## Material
Els primers cascs de bomber eren de cuir. Posteriorment es va estendre l'ús de casc metàl·lic, de llautó, alumini, acer, però eren conductors de l'electricitat, per això es van fer de suro comprimit i cautxú, fins que van aparèixer els materials moderns: fibra de vidre, termoplàstics i compòsit.

## Color
En alguns cossos de bombers el color del casc defineix la graduació del bomber, i en d'altres la distinció es fa amb franges de colors. Solen tenir bandes reflectants. Alguns cascs són fotoluminescents, per fer-los més visibles en la foscor o entre el fum.
Als Estats Units el casc del cap de bombers era completament blanc; el dels capitans i tinents, blanc davant i vermell o negre darrera; els bombers de la bomba, negre; els bombers de l'escala, vermell; posteriorment, els bombers rescatadors, blau.

## Forma

### Nord-amèrica
El 1737 Jacob Turck, que era armer, va ser un dels primers 30 homes en formar la primera companyia de bombers de Nova York. Es creu que el 1740 va dissenyar el primer casc de bomber, que era de cuir, amb forma de barret de copa alt (anomenat de 'tub d'estufa'). El 1821 Henry T. Gratacap, bomber voluntari de Nova York, i fabricant de maletes, va millorar el disseny, construint el casc amb 8 segments units per nervadures per fer-lo més resistent, que va anomenar 'El Nova Yorker'. La part posterior allargada, amb forma de coll d'ànec o de cua de castor, protegia l'esquena del bomber de l'aigua i brases calentes. Poc després els germans Cairns van tenir la idea de posar al davant del casc la insígnia identificativa del cos de bombers, sostinguda per dalt amb una àguila de llautó o un altre dispositiu per connectar la cúpula i mantenir l'escut al seu lloc. L'àguila de llautó va ser molt popular als EUA, on es diu que un escultor desconegut va crear una figura a la tomba d'un bomber voluntari, al Trinity Churchyard a Manhattan, que representava un bomber sortint de les flames sostenint una trompeta a una mà i un nen dormint a l'altre. Hi havia una àguila al seu casc. Des d'aleshores els bombers porten l'àguila al casc, malgrat que sovint s'enganxa o colpeja. Al Canadà, els suports d'escuts eren de vegades lleons, castors o cavallets de mar.

Cascs de bomber a Nord-amèrica
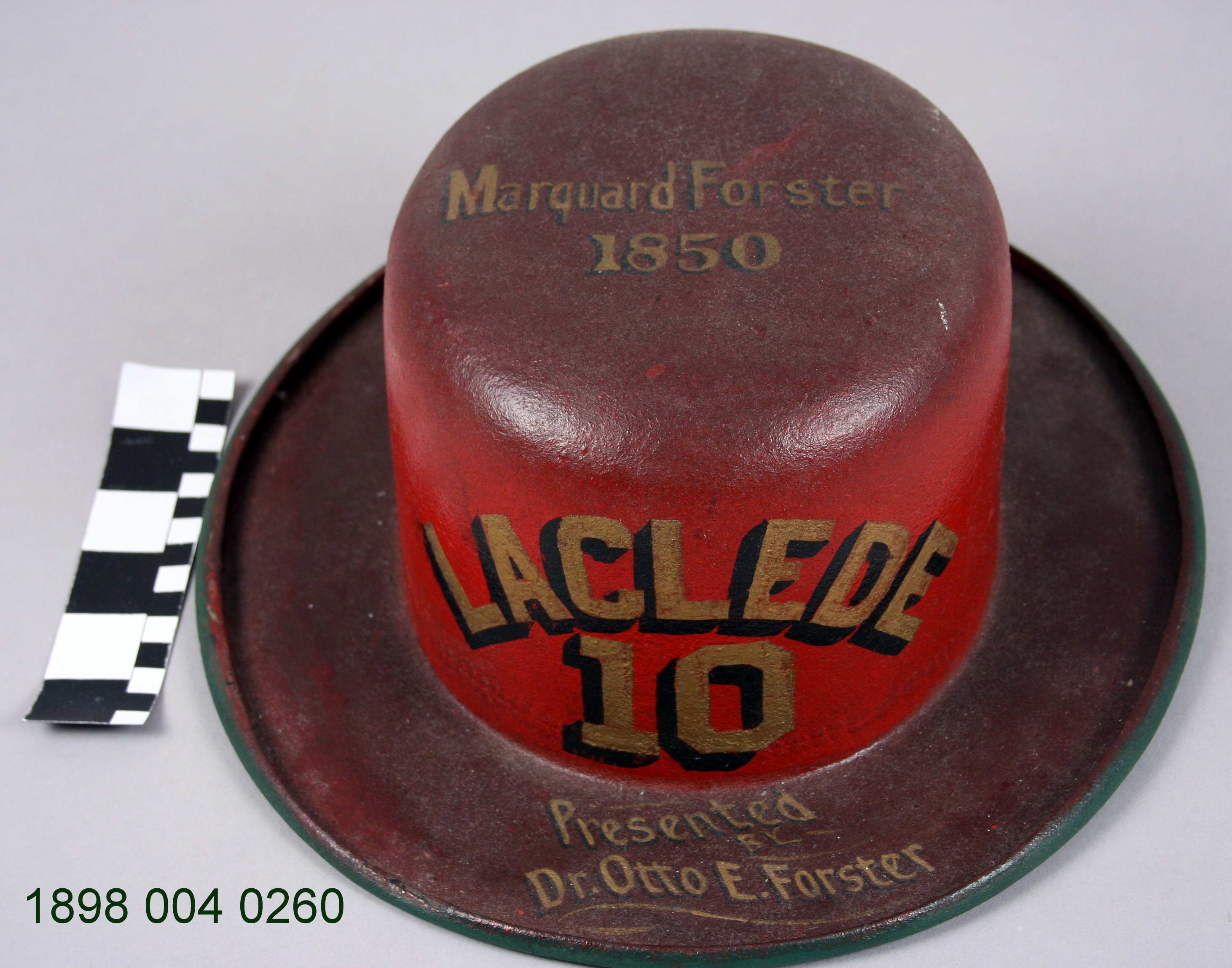
Casc 'tub d'estufa', de cuir, 1740
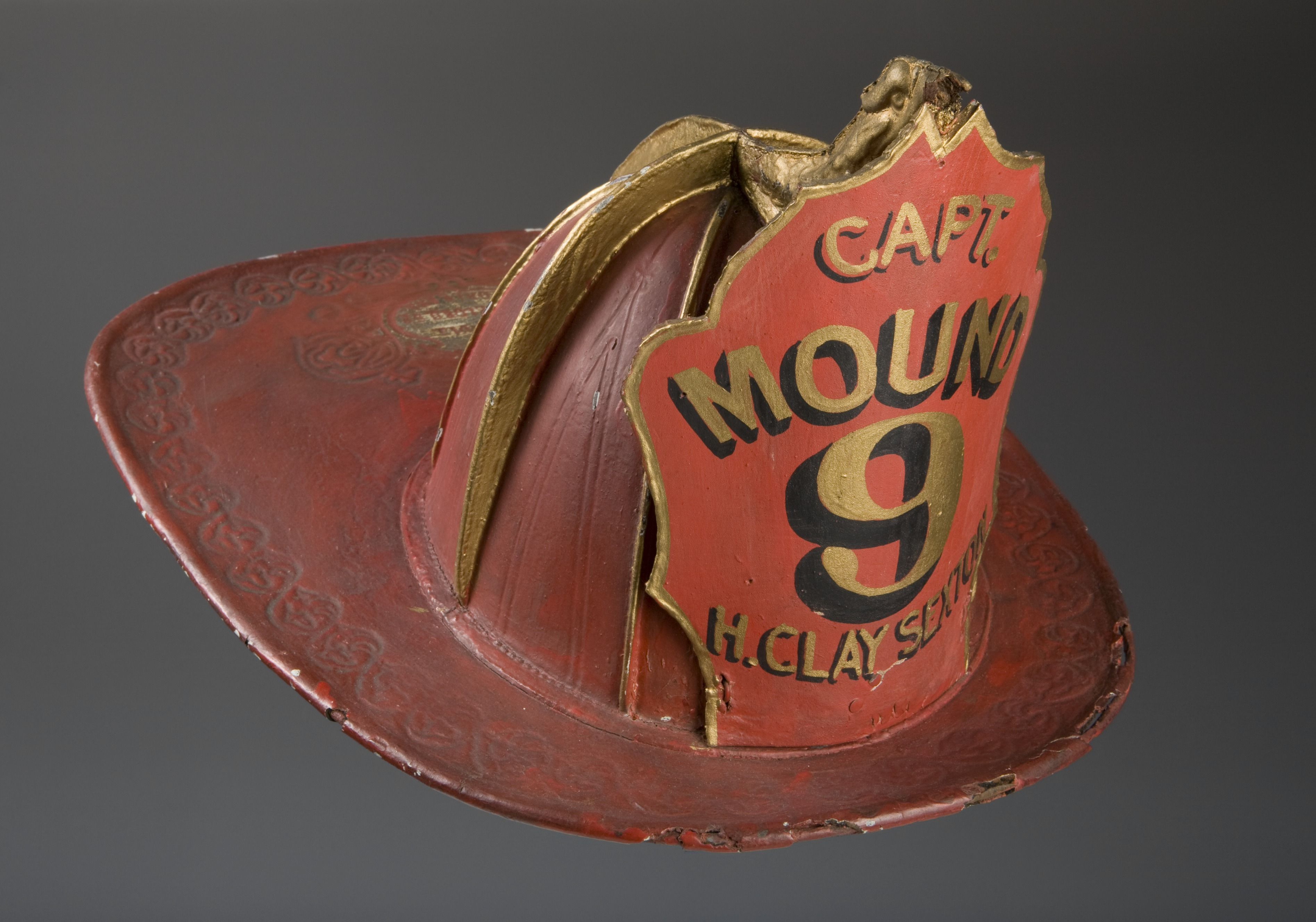
Casc 'Nova Yorker', de cuir, 1850
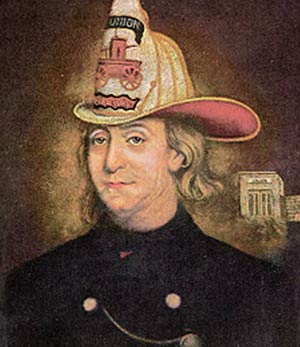
Benjamin Franklin, el 1850, amb el casc de la brigada que ell va fundar
Montreal, 1930, amb un lleó sostenint l'escut del casc
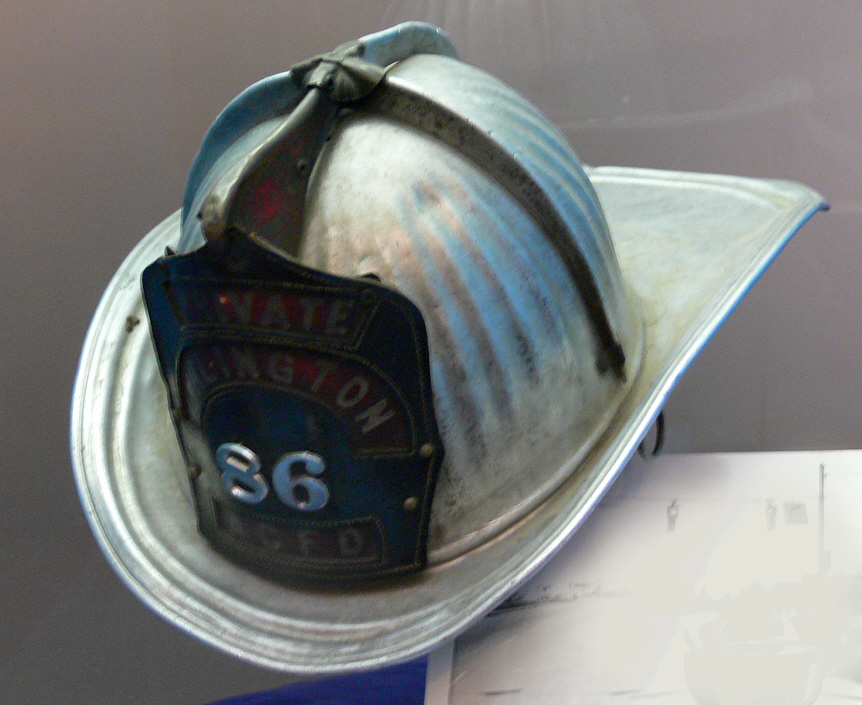
Casc metàl·lic, 1974
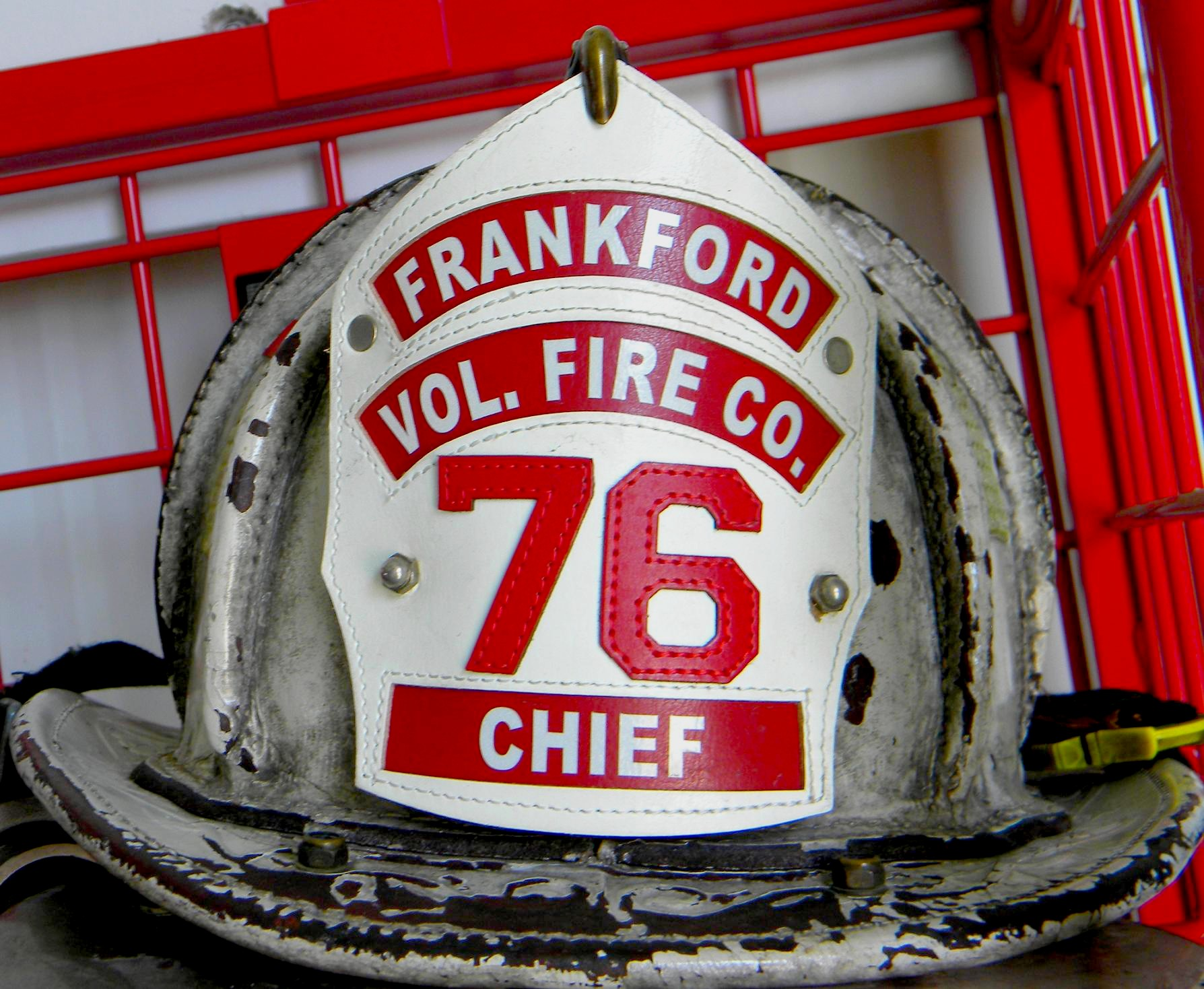
Casc blanc del cap de bombers, de cuir
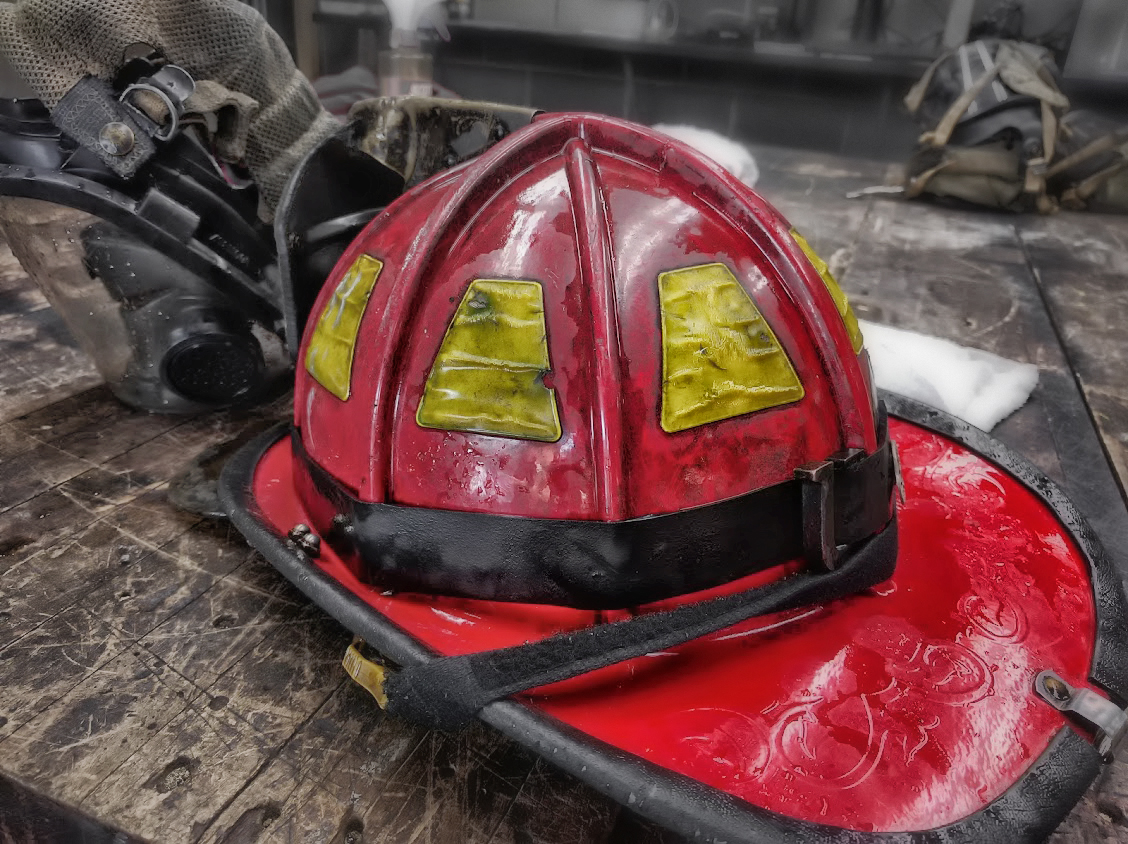
Casc vermell de capità, de cuir
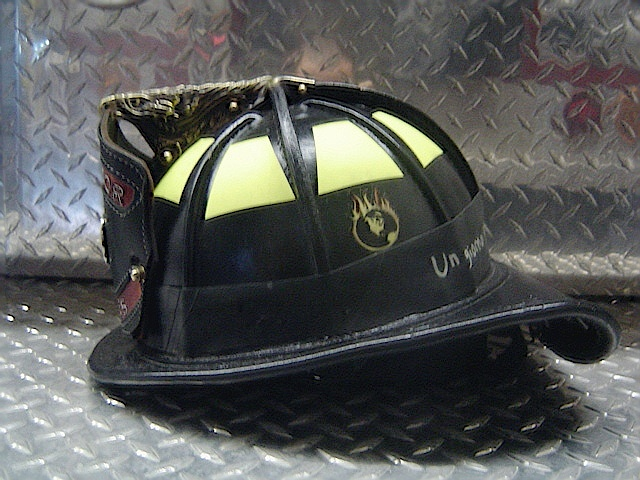
Casc actual, de cuir
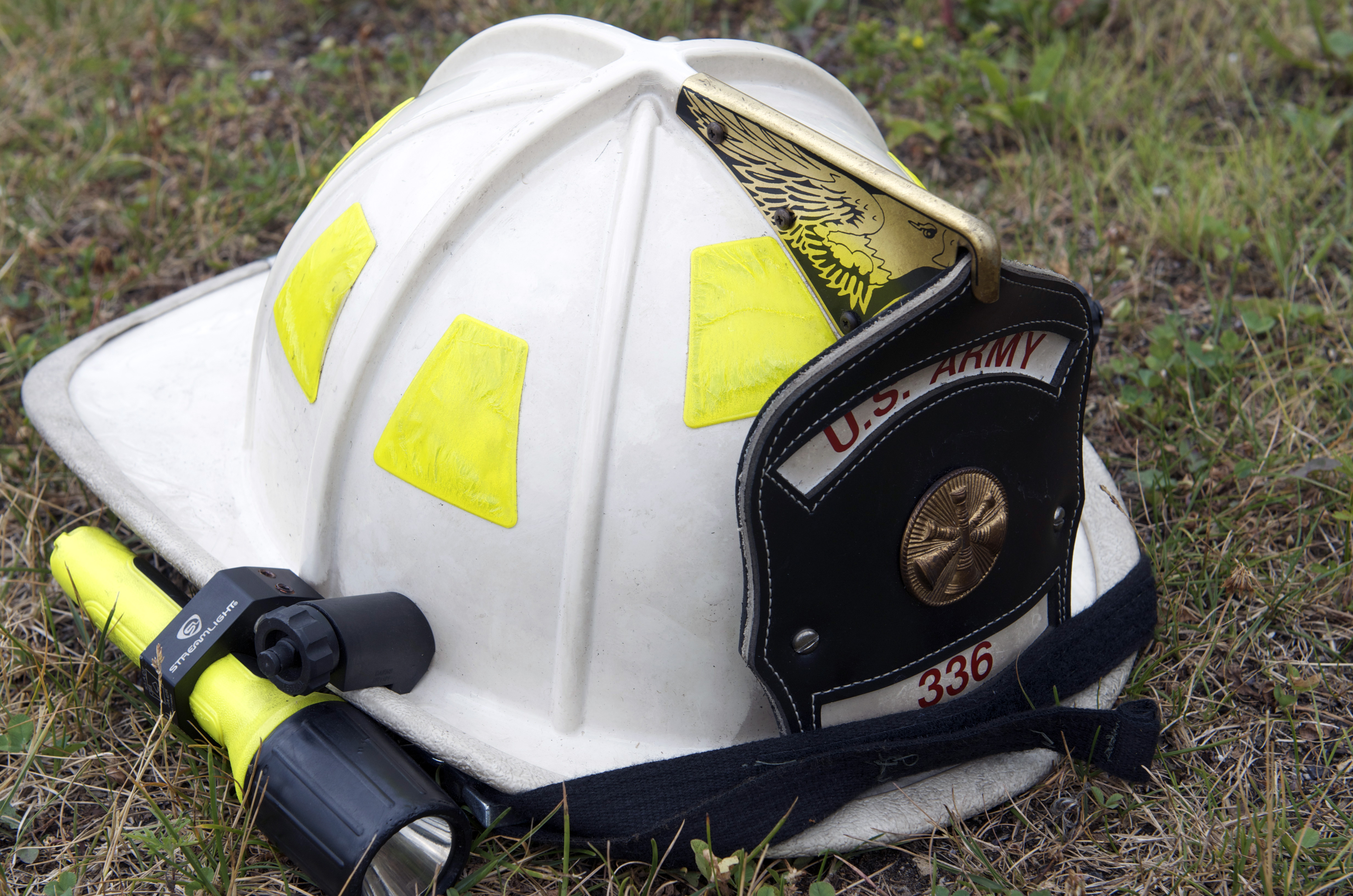
Casc de termoplàstic

### França
A principis del segle xix Napoleó Bonaparte va organitzar les brigades de bombers (sapeurs-pompiers) en el cos d'enginyers de l'exèrcit, primer a París i després a tota França. Portaven el mateix uniforme que els sapadors, amb un casc distintiu, de llautó amb cresta, amb una placa amb el símbol dels granaders. Durant la Primera Guerra Mundial es va crear el casc d'acer model Adrian per als soldats, que els bombers també van adoptar. L'any 1933 es va posar en servei el casc d'acer inoxidable i es va mantenir fins a mitjans dels anys vuitanta. La brigada de bombers de Paris va finançar un estudi per buscar una alternativa al casc Adrian, que protegís millor. L'empresa Gallet va fer l'estudi durant 6 anys, i el 1985 va arribar el casc Gallet F1, un casc integral revolucionari, que des d'aleshores ha estat utilitzat per molts bombers d'arreu del món.

Cascs de bomber a França
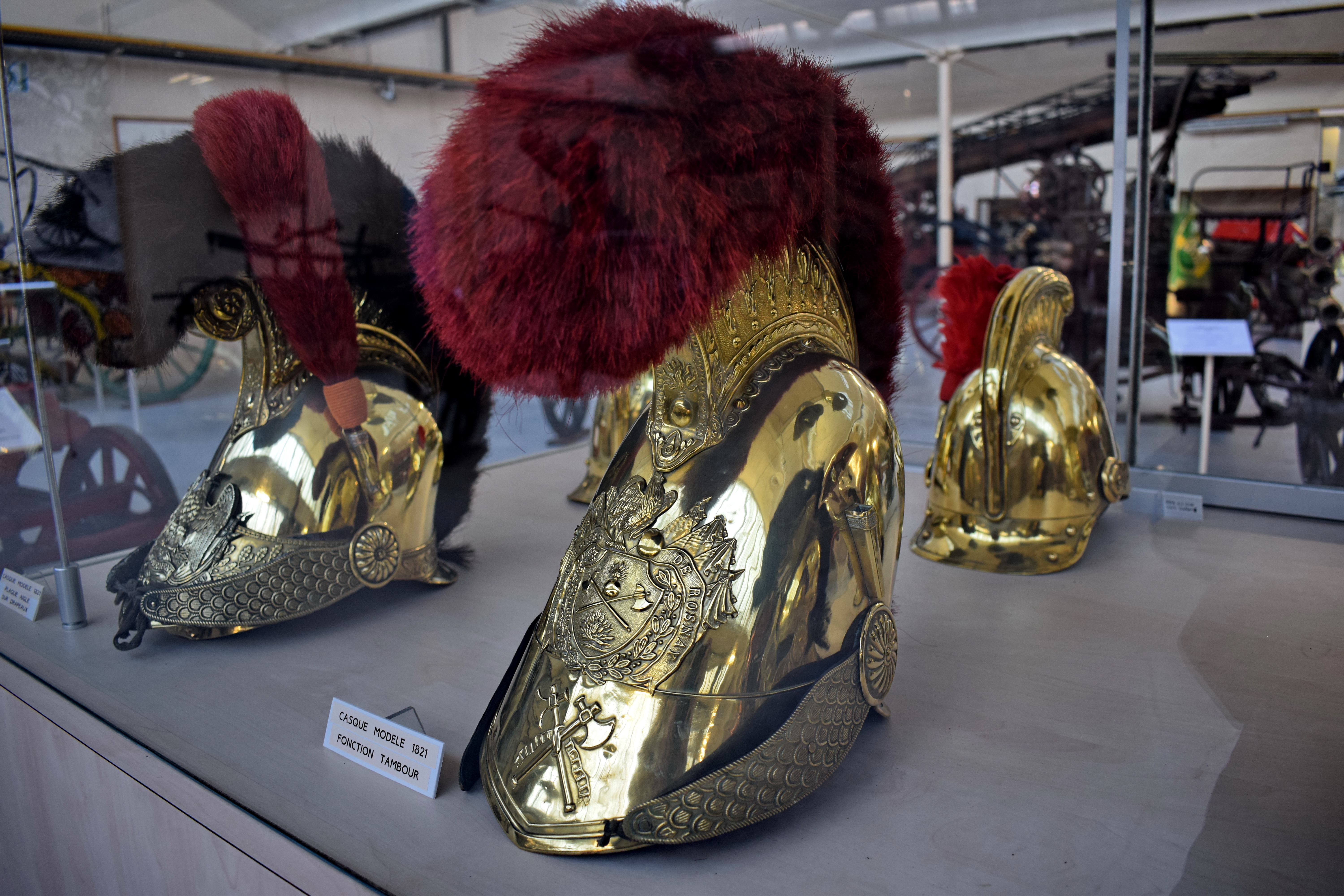
Casc Napoleònic, 1821
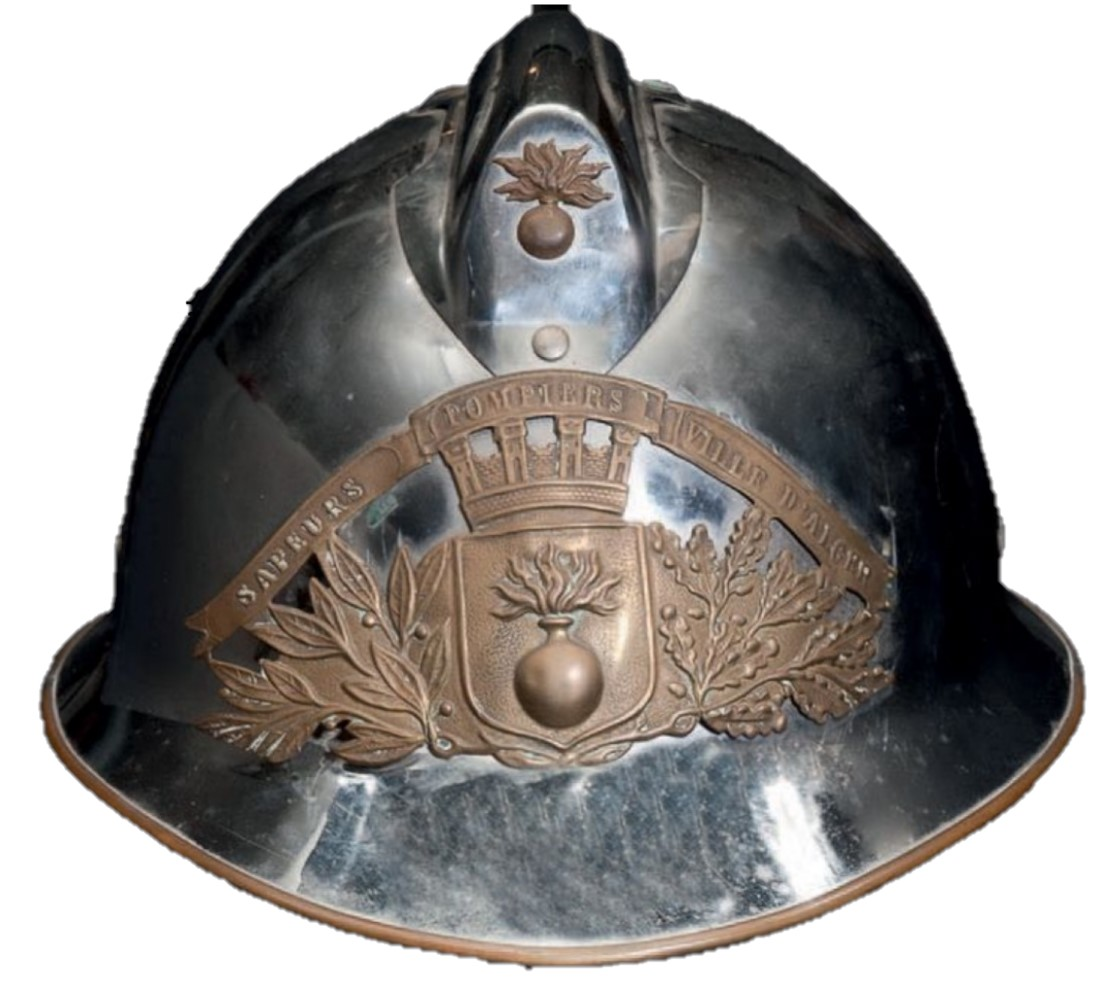
Casc Adrian dels bombers d'Alger, 1933
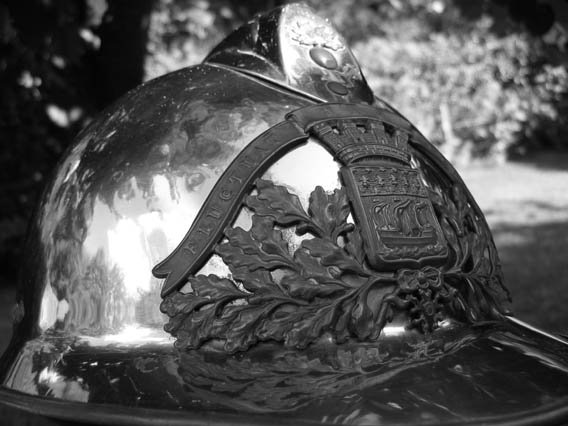
Casc Adrian d'acer inoxidable, dels bombers de Paris, 1940
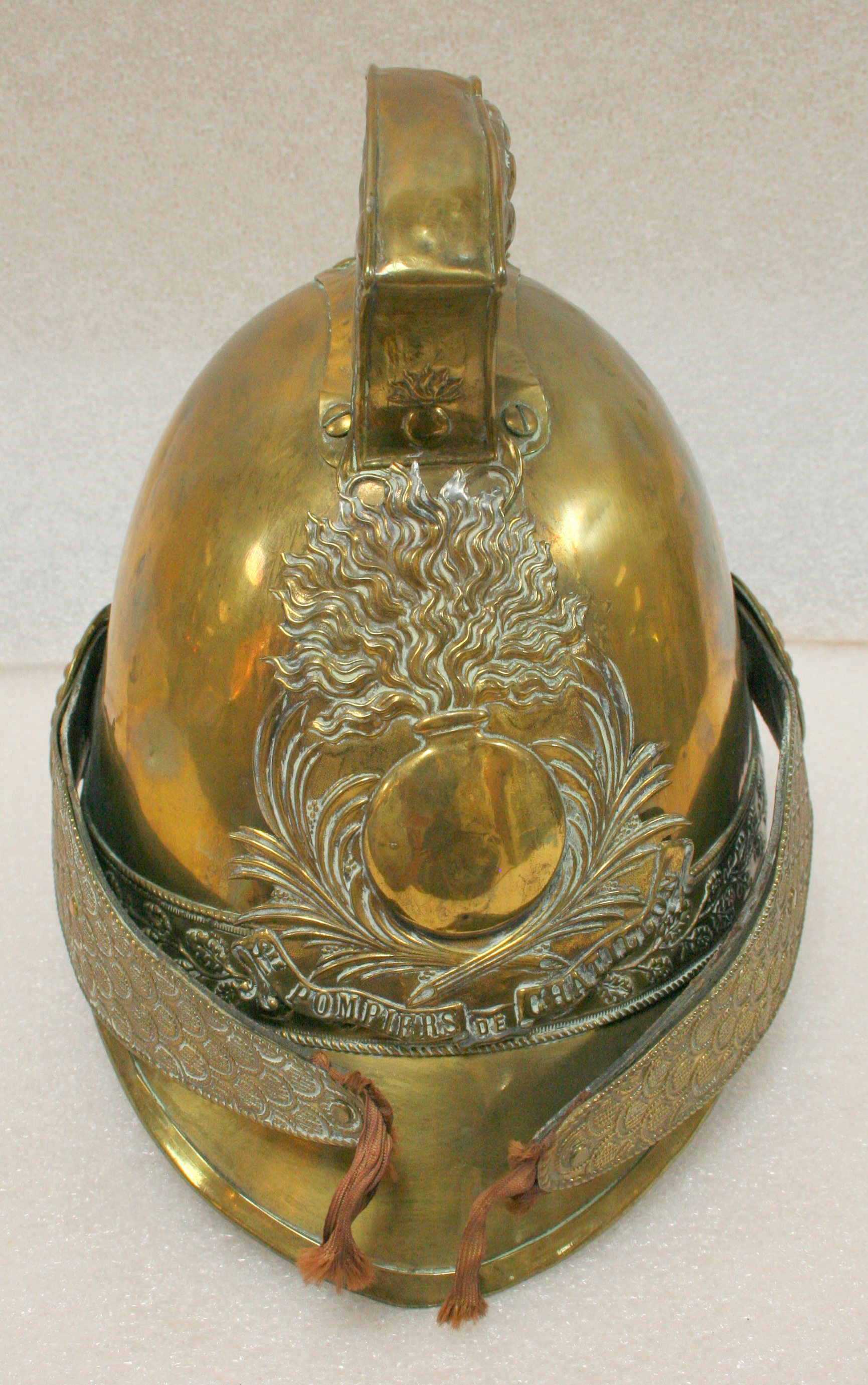
Casc de Chatillon 1943, de llautó amb el símbol dels granaders
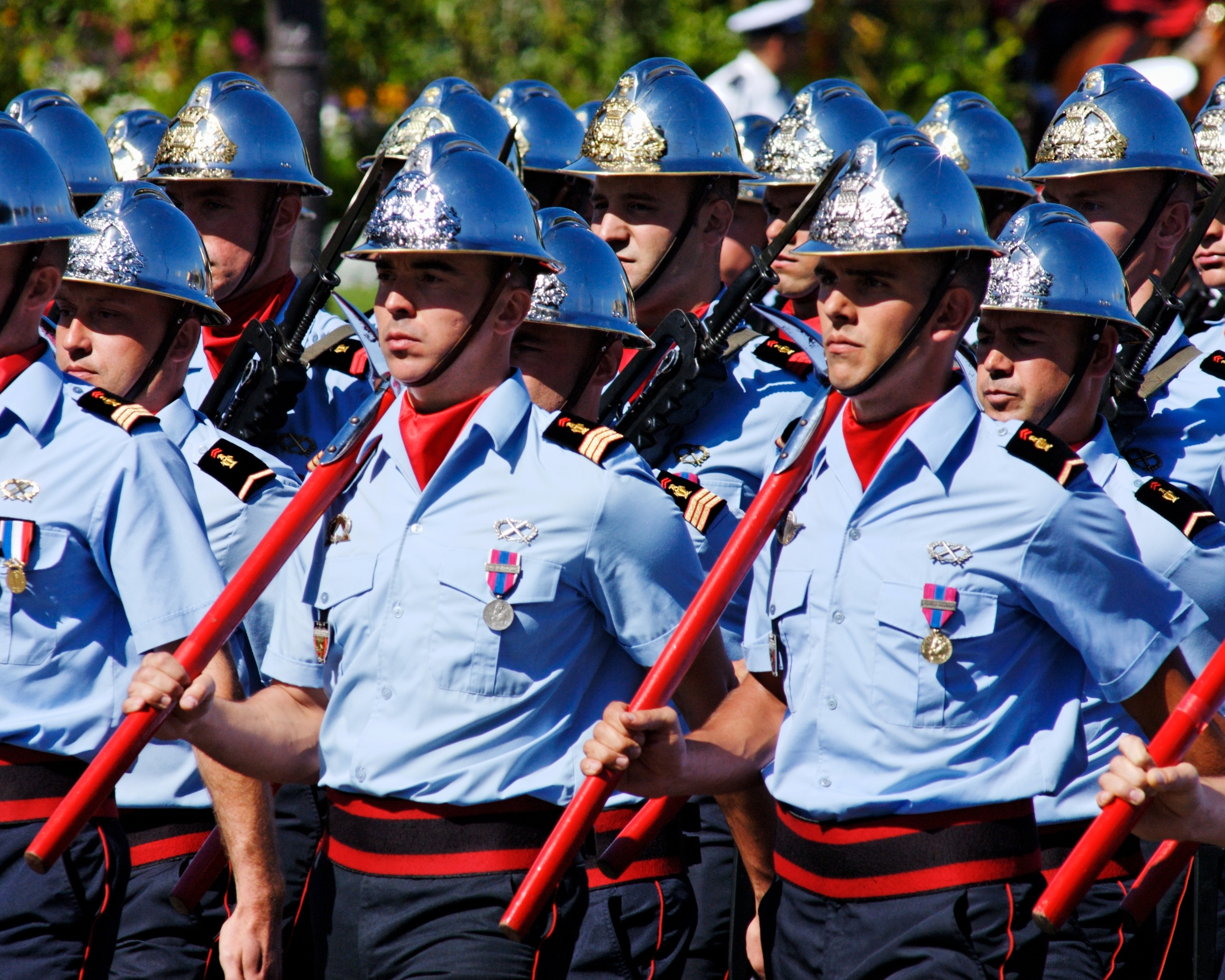
Desfilada dels bombers de Paris, 2008
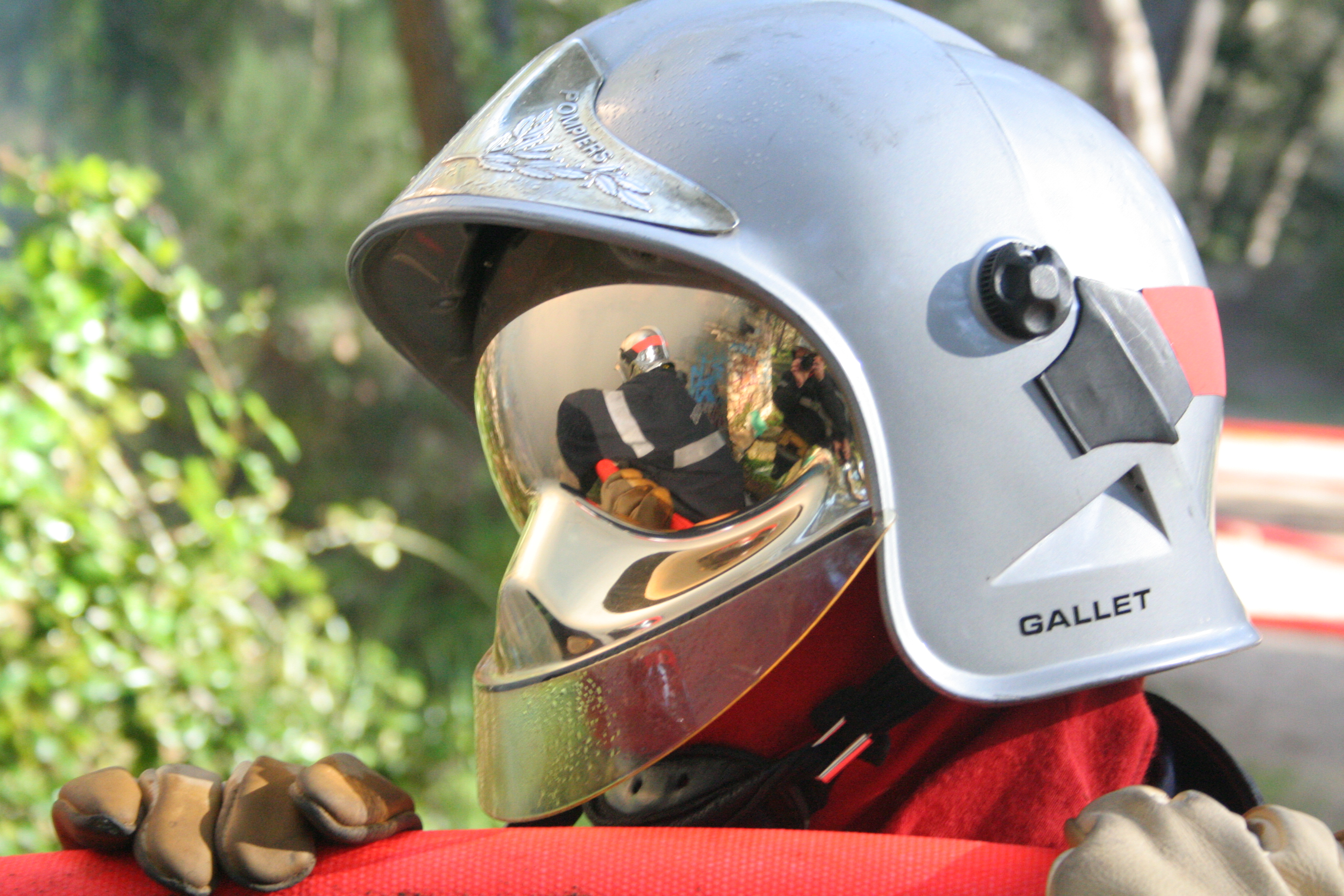
Casc integral Gallet F1
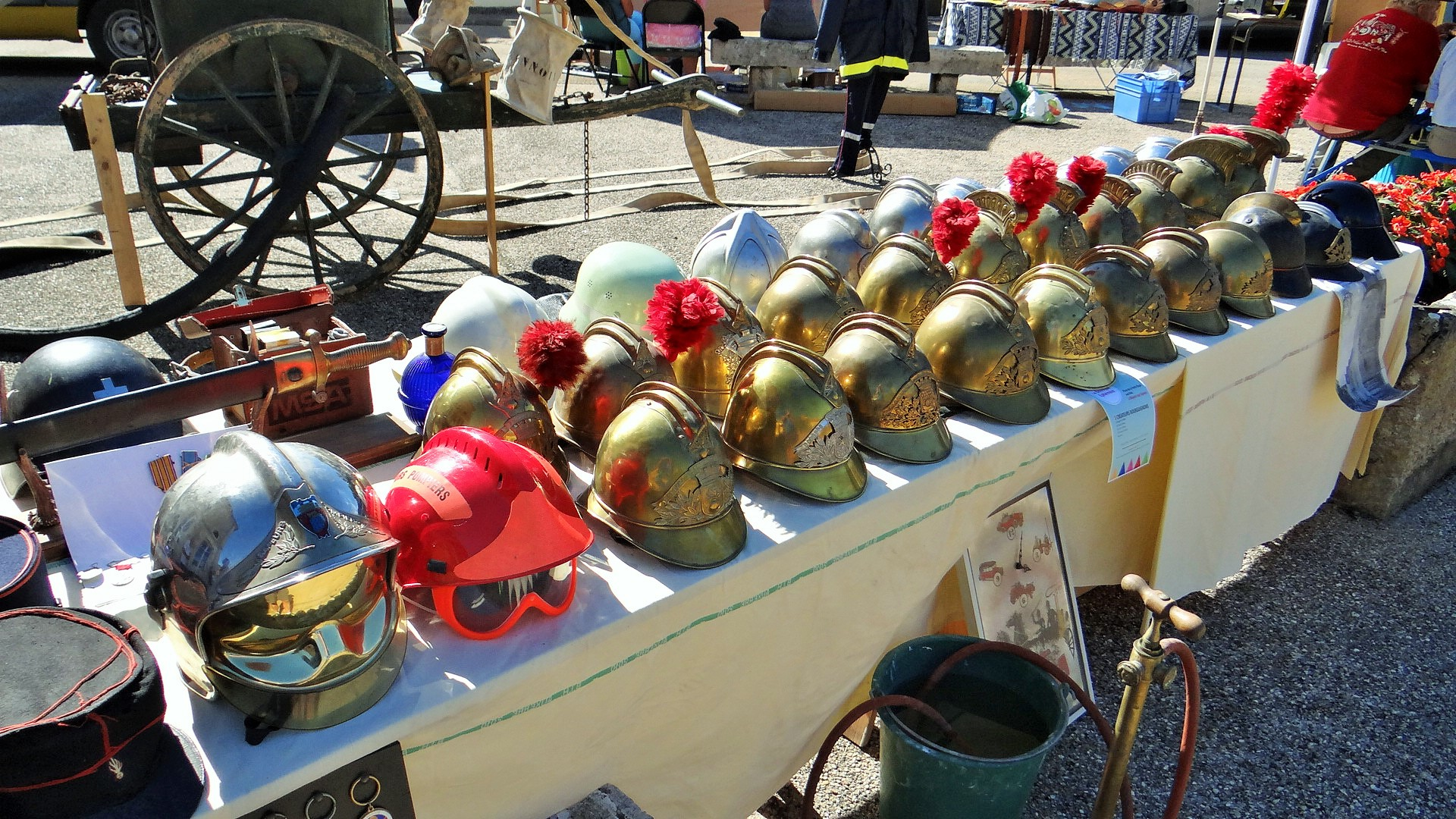
Exposició de cascs francesos

### Regne Unit
Els cascs de la brigada de bombers de Londres, formada el 1833, eren de cuir. Cap el 1868, el capità Eyre Massey Shaw, va introduir el casc de llautó inspirat en el francès, per als bombers professionals, mentre que els voluntaris seguien amb el de cuir. Tenia la cresta prominent, per a la protecció contra els cops, i les diferents peces del casc estaven cargolades, reblonades o solapades per poder substituir-les fàcilment en cas de danys. El disseny, de la fàbrica Merryweather & Sons, va ser àmpliament copiat per altres serveis de bombers britànics i de l'Imperi Britànic. Cap el 1900 s'hi va afegir el símbol del drac a la cresta. El 1938 es va substituir pel casc de suro comprimit i cautxú. Però amb l'inici de la Segona Guerra Mundial, a Londres es va substituir pel casc d'acer, i després a tot el país. El 1957 es va introduir el casc Cromwell, amb la cresta com el d'abans de la guerra, però de perfil més baix. El 1990 va aparèixer el casc Pacific, de fibra de vidre, i el 1999 el Cromwell F600, un casc integral que protegia tot el cap. El 2010 es va substituir pel casc Gallet F1, també integral.

Cascs de bomber al Regne Unit
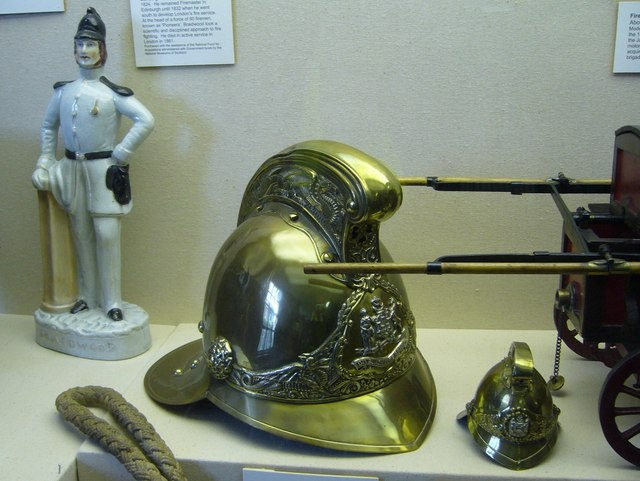
Casc victorià, de llautó
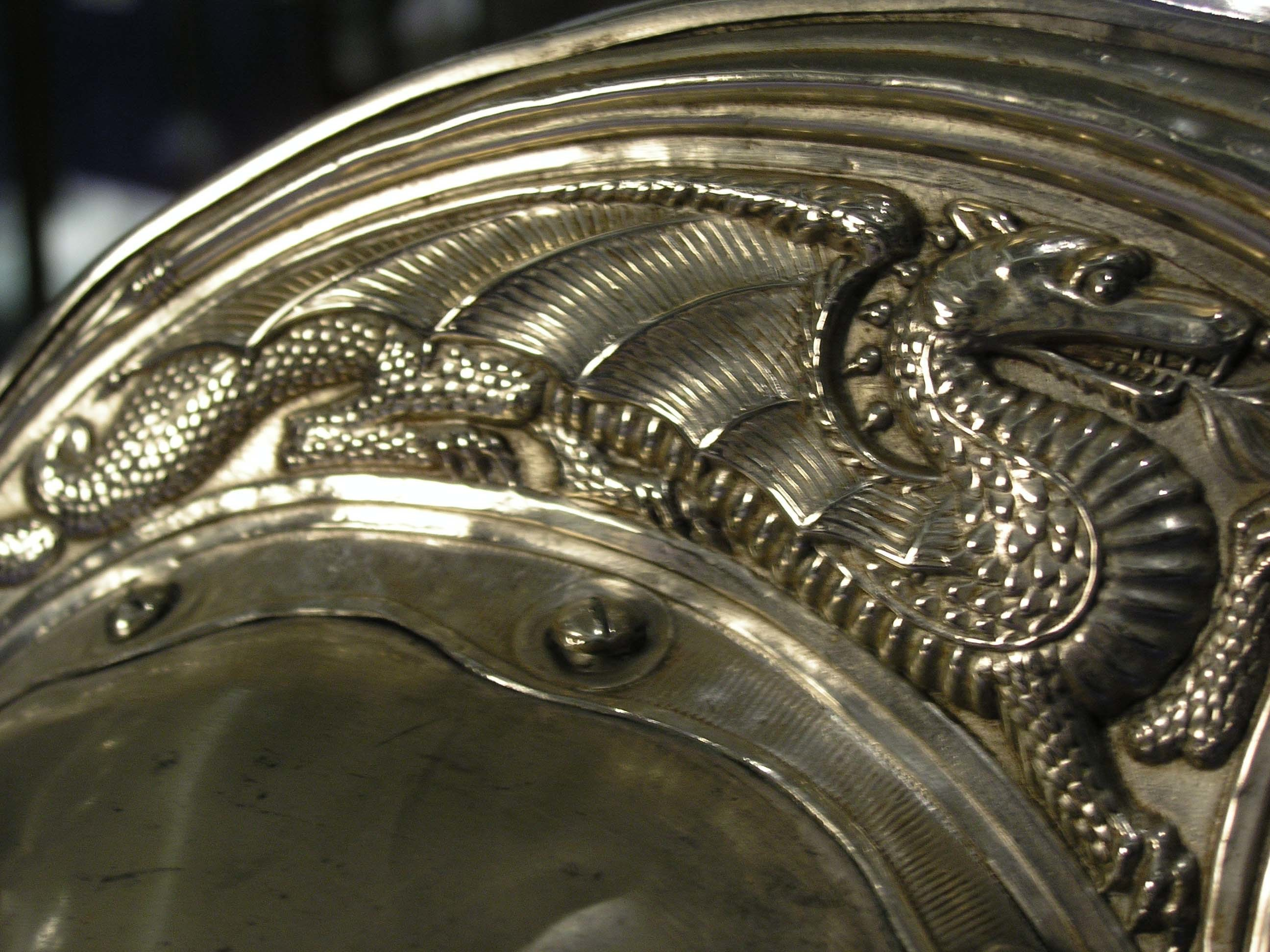
Detall del drac a la cresta
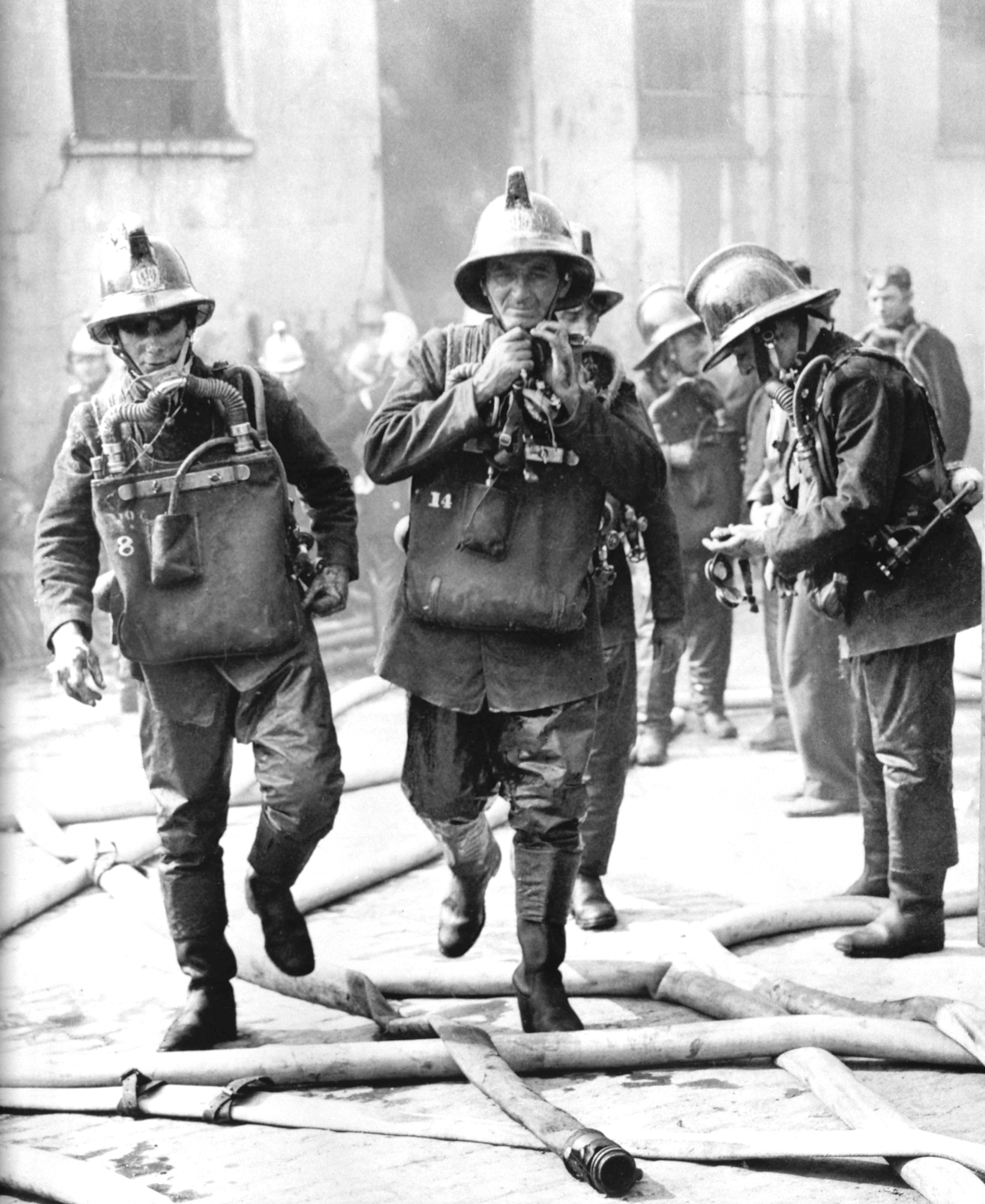
Casc de suro comprimit, 1936
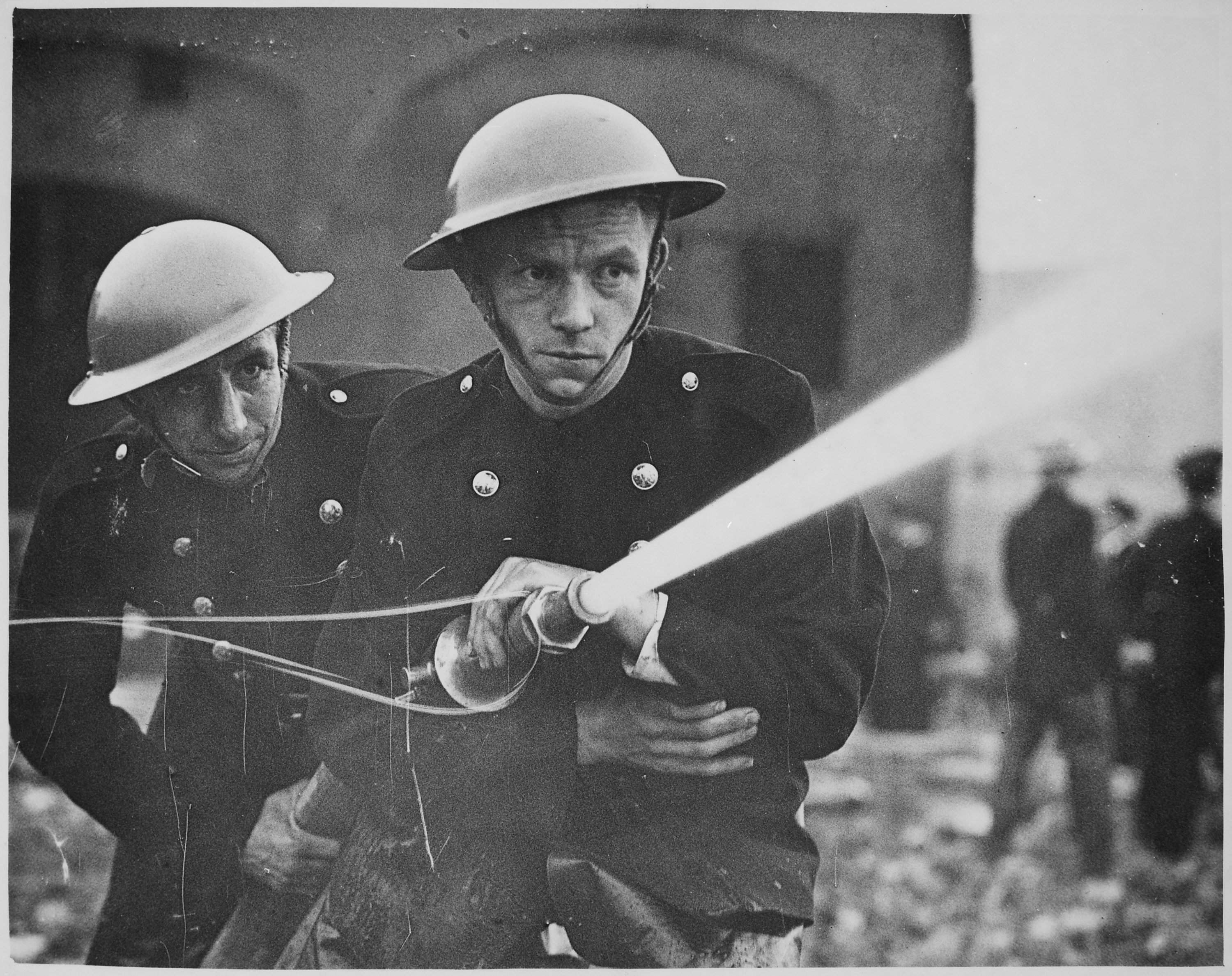
Casc d'acer durant la Segona Guerra Mundial
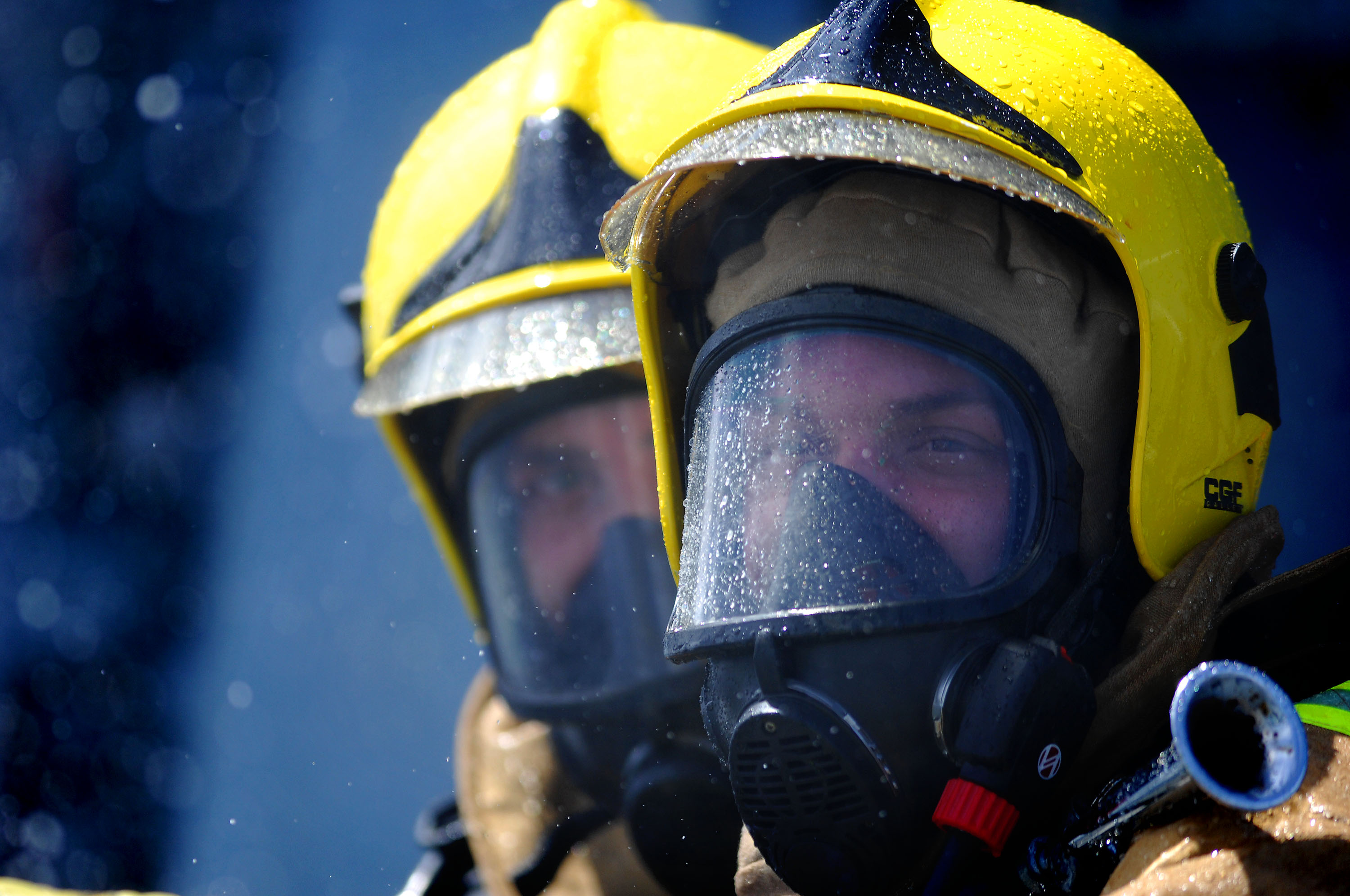
Casc integral Gallet F1

### Alemanya
Durant l'Imperi Alemany (1871-1918), el casc de bomber era molt semblant al de l'exèrcit prussià. Majoritàriament estava fet del mateix material (primer cuir, després llautó), però en comptes d'una punta tenia una cresta. A partir de 1933 el casc es va adaptar al de l'exèrcit, que amb canvis menors s'ha mantingut fins a l'actualitat. El material va anar canviant, de vàries peces d'acer, a xapa d'una peça, aliatges d'alumini, i plàstics (plàstic reforçat amb fibra de vidre, duroplàstic). El color va variar des del negre inicial després de la Segona Guerra Mundial fins al vermell i finalment fins al recobriment luminescent de groc-verd que és comú avui amb ratlles reflectants. A la República Federal Alemanya el disseny es va estandarditzar el 1956 amb una norma preliminar i es va regular a la norma DIN 14940 des de 1964, fins que aquesta norma va ser substituïda per DIN EN 443 el 1997. El primer casc de bombers de la República Democràtica Alemanya va ser un casc fet de plàstic de resina fenòlica-cotó termoestable, de 1950 a 1955, i després va ser substituït pel casc termoestable, i a partir del 1962 pel casc de polièster reforçat amb fibra de vidre.

Cascs de bomber a Alemanya
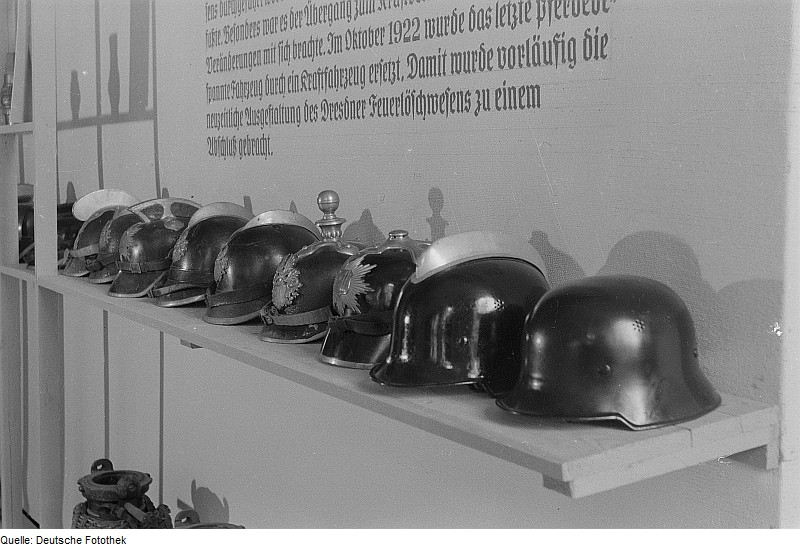
Col·lecció de cascs de bomber històrics
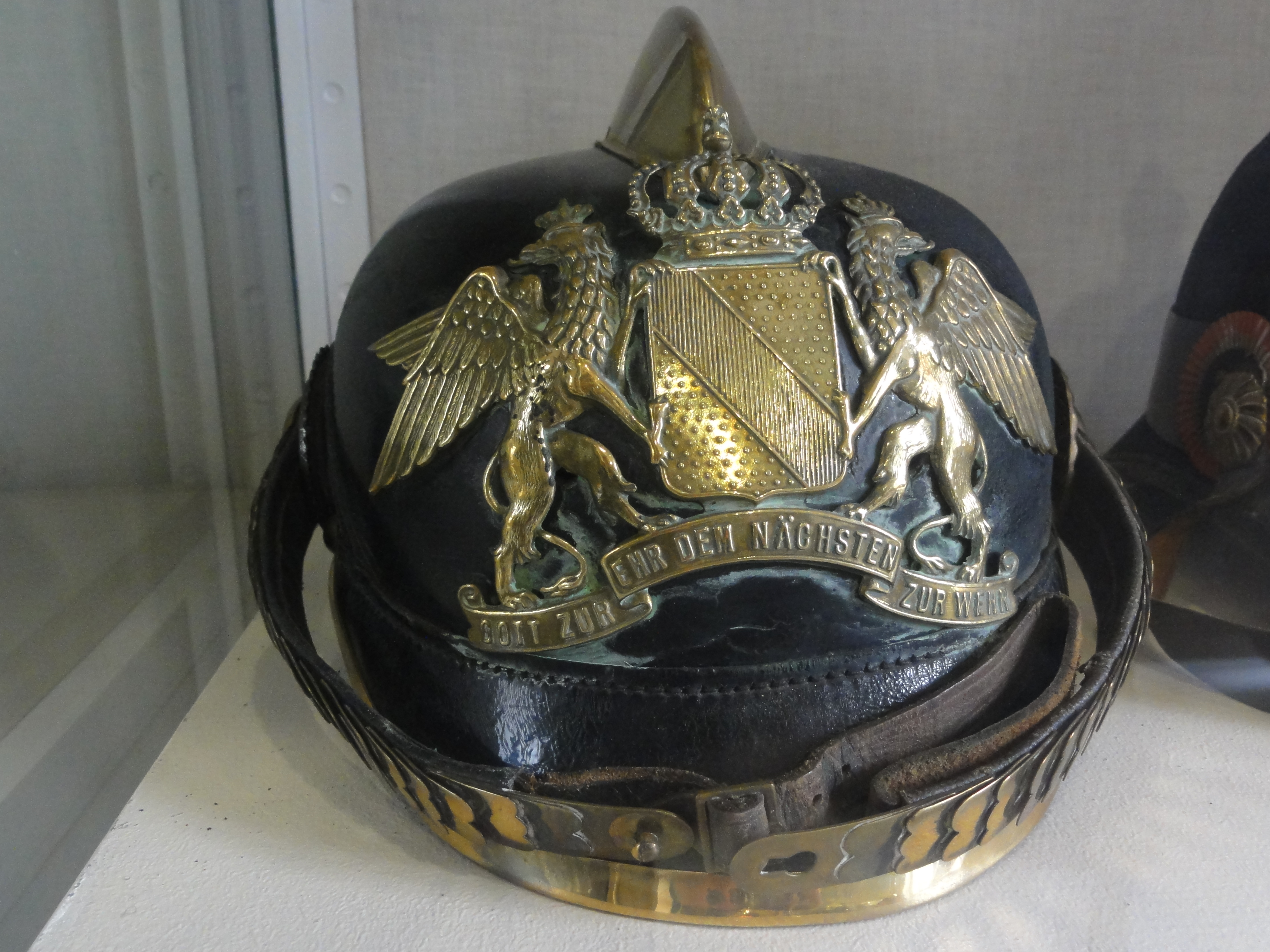
Casc de cuir de 1880
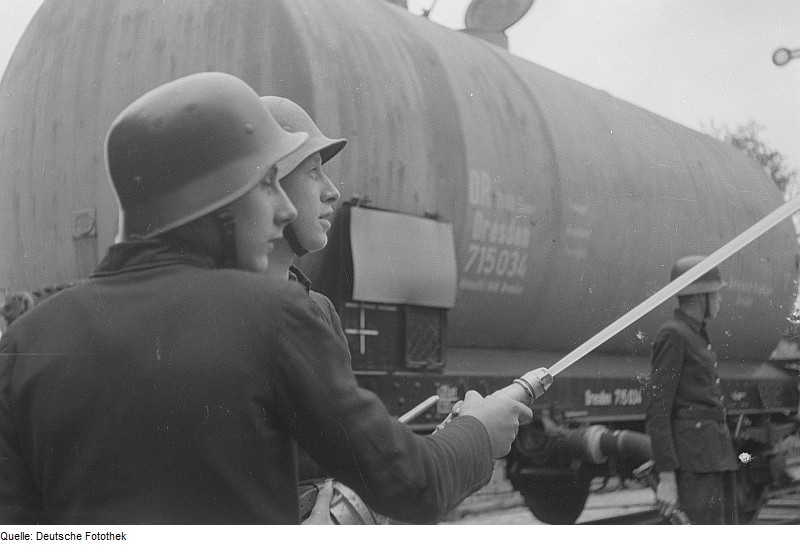
Casc d'acer, 1948
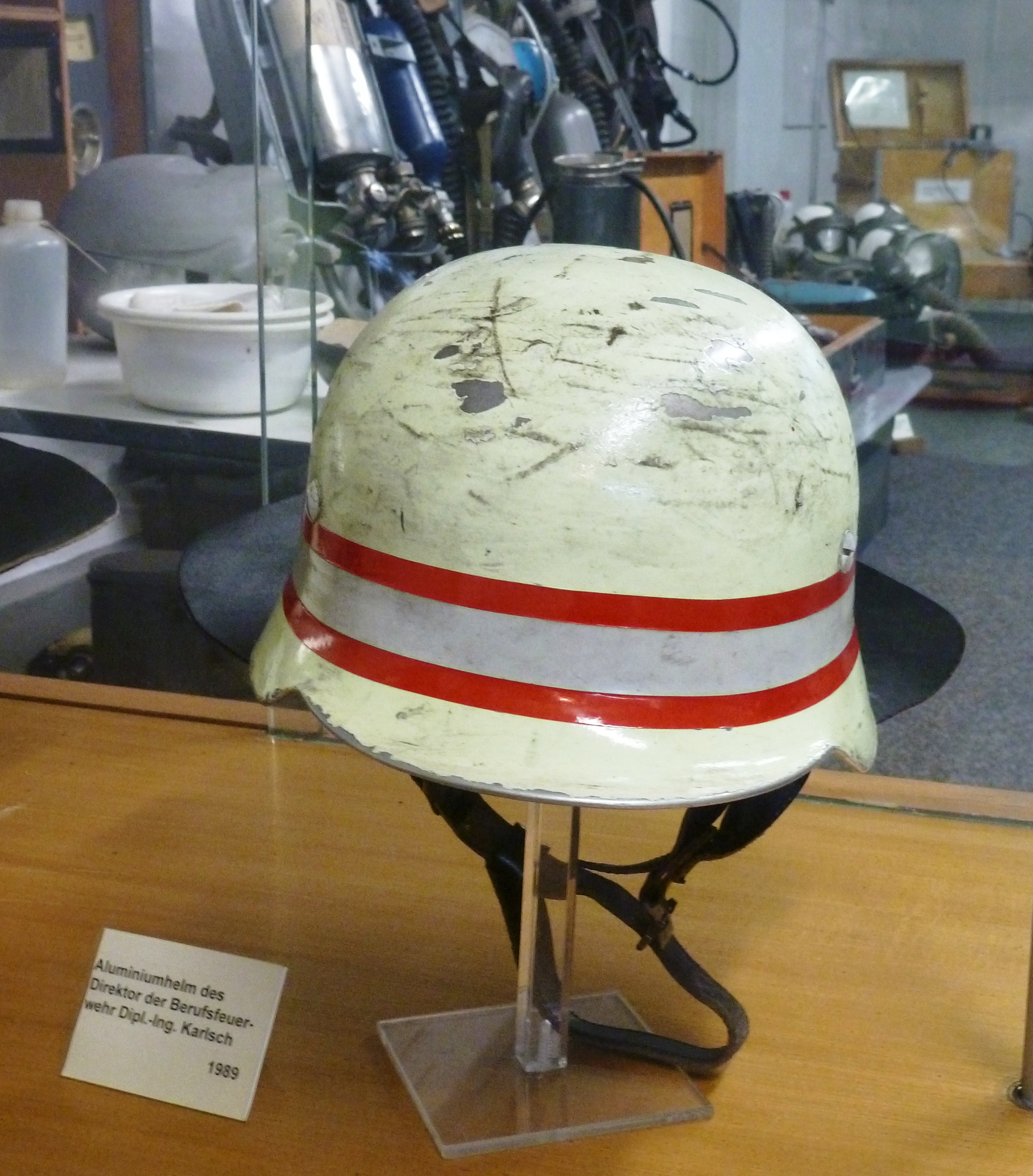
Casc d'alumini, 1989
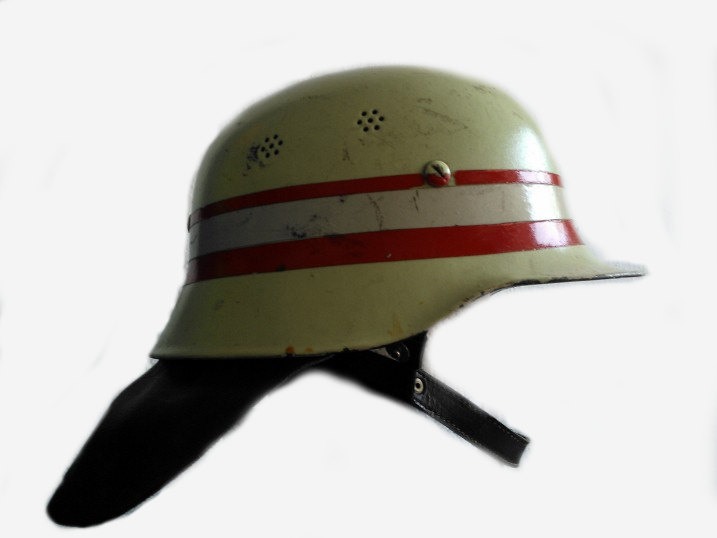
Casc DIN 14940